# Adoretus bombinator
Adoretus bombinator är en skalbaggsart som beskrevs av Hermann Burmeister 1855. Adoretus bombinator ingår i släktet Adoretus och familjen Rutelidae. Inga underarter finns listade i Catalogue of Life.